# Fearless Studios
Fearless Studios, é uma empresa de desenvolvimento de  jogos eletrônicos fundada em 14 de outubro de 2010,  pelos ex-funcionários da LucasArts Haden Blackman, criador e produtor executivo sênior de Star Wars: The Force Unleashed e Cedrick Collomb, ex diretor de engenharia da LucasArts. Mark Jackson, que trabalhou na Warner Bros. Interactive Entertainment e THQ atuará como chefe de operações financeiras. A empresa está localizada em Marin, Califórnia, Estados Unidos. Em 27 de Janeiro de 2012, a Fearless Studios foi adquirida pela Kabam, uma desenvolvedora de jogos voltados para redes sociais. 

## Ligações Externas
Página Oficial
Fearless Studios é nova produtora de jogos fundada por ex-funcionários da LucasArts
Kabam adquire a Fearless Studios (em inglês)